# تل أحمر (سمعان)
تل أحمر  قرية سوريّة تتبع إداريّاً لمحافظة حلب منطقة جبل سمعان ناحية تل الضمان، بلغ تعداد سكانها 54 نسمة حسب التعداد السكاني لعام 2004.